# Kreuzen (Segeln)

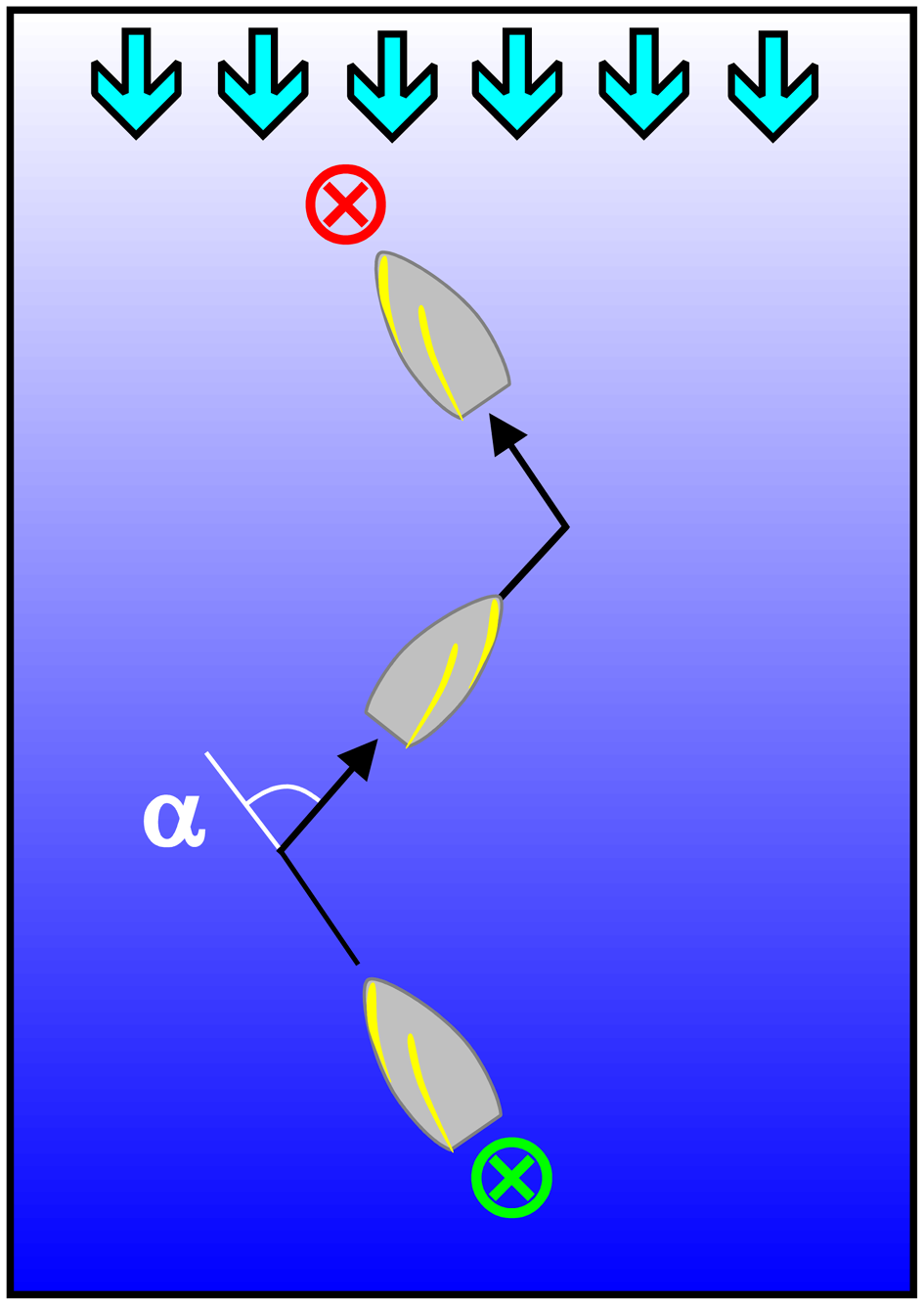
Kreuzen beim Segeln

Kreuzen bedeutet beim Segeln, im „Zickzackkurs“ ein Ziel anzulaufen, welches im Wind liegt. Wegen des Gegenwindes kann es nicht geradewegs angesegelt werden.
Somit sind Kreuzschläge erforderlich, bei denen mehrfach Wendemanöver gefahren werden. Nach jeder Wende wird möglichst hoch am Wind, abwechselnd auf Backbord-Bug und Steuerbord-Bug, gesegelt, um sich dem Ziel zu nähern.
Der sogenannte Wendewinkel bezeichnet den günstigsten Winkel zwischen zwei Am-Wind-Kursen (im Bild weiß gezeichnet). Dieses Maß für die Kreuzeigenschaften eines Schiffes besagt, wie hoch am Wind es noch gut Fahrt macht. Bei Regattaschiffen liegt der Wendewinkel bei unter 70°, bei Fahrtenyachten beträgt er oft 100° und mehr. Ein Ziel, das sich – bezogen auf die Windrichtung – innerhalb eines Sektors von der Größe des Windwinkels befindet, kann nur durch Kreuzen erreicht werden. 
Der Faktor, um den sich die zu segelnde Strecke auf der Kreuz im Gegensatz zum direkten Weg gegen den Wind verlängert, beträgt idealisiert
{\displaystyle {\frac {1}{\cos({\text{halber Wendewinkel}})}}}.
Der sich daraus ergebene Wegeunterschied (Regattaschiff 1,2-facher direkter Weg oder bei einem Fahrtenschiff 1,6-facher direkter Weg) ist erheblich.
Die rahgetakelten Großsegler früherer Handelsmarinen hatten oft sehr schlechte Kreuzeigenschaften, man zog es deshalb unter Umständen vor, bessere Windverhältnisse abzuwarten.
Liegt das zu erreichende Ziel nicht direkt gegen die Windrichtung, ergeben sich Kreuzschläge unterschiedlicher Länge, die Holebug bzw. Streckbug genannt werden. Auf dem kürzeren Holebug wird „Höhe geholt“, ohne sich dem Ziel viel zu nähern. Auf dem längeren Streckbug verkürzt man die Distanz, bzw. läuft direkt auf das Ziel zu.
Zuweilen wird auch auf Vorwind-Kursen gekreuzt; sei es, um die höhere Fahrt eines Raumschot-Kurses auszunutzen, um einen günstigeren Winkel gegenüber nachlaufenden Wellen zu fahren, um bei unstetigem Wind den Gefahren einer unfreiwilligen Patenthalse vorzubeugen oder um Windböen auszunutzen. Statt mehrerer Wendemanöver wird beim Kreuzen vor dem Wind eine Folge von Halsen gesegelt.

## Wie man gegen den Wind segeln kann
Die wesentliche Wirkung wird durch den sogenannten Tragflächeneffekt hervorgerufen, der ähnlich wie bei den Tragflächen eines Flugzeugs wirkt. Nähere Erläuterungen dazu finden sich im Artikel Segeln, Abschnitt Windströmung am Segel.

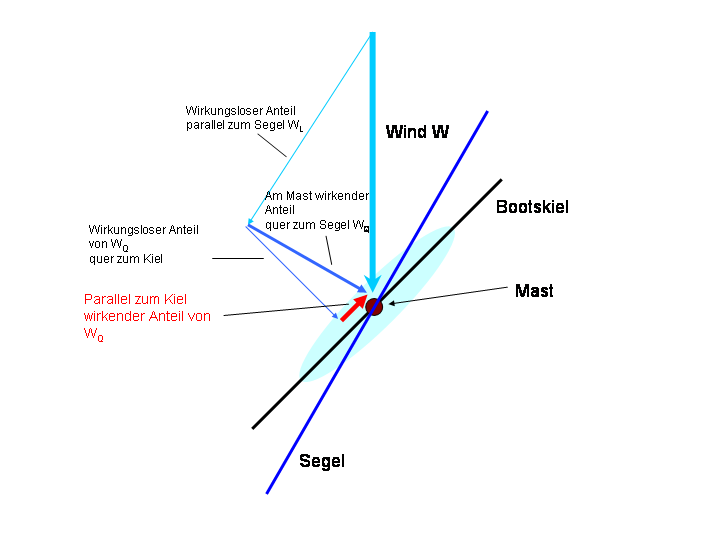
Kräftediagramm

Ein weiterer Effekt entsteht durch die Umlenkung der Windkraft durch Segel und Kiel:
Das Segel steht in einem kleineren Winkel zum Wind als die Längslinie des Boots.
Nur der rechtwinklig zum Segel stehende Anteil WQ der Windkraft W wirkt auf den Mast und somit auf das Boot. Der zum Segel parallele Anteil WL streicht wirkungslos längs am Segel vorbei. Da Segel und Bootskiel schräg zueinander stehen, wirkt WQ zwar quer zum Segel, aber eben schräg zum Kiel auf das Boot. Von dieser schrägen Kraft führt wiederum nur der parallel zum Kiel wirkende Anteil der Kraft zu einer Bewegung, der andere Teil bewirkt nur unerwünschte Krängung und Abdrift.

## Kreuzen vor dem Wind
Kreuzen vor dem Wind bedeutet bei achterlichem Wind (Rückenwind) im „Zickzackkurs“ ein Ziel anzulaufen, das etwa in Windrichtung liegt. Obwohl der direkte Weg zum Ziel kürzer ist, bietet Kreuzen vor dem Wind Vorteile:
- Das Gieren oder Geigen des Bootes (Rollen um die Längsachse) wird vermindert.
- Keine Gefahr einer Patenthalse (ungewolltes, gefährliches Übergehen des Baumes auf die andere Bootsseite).
- Höhere Bootsgeschwindigkeit, sodass in der Regel das Ziel schneller erreicht wird als auf dem direkten Weg. Der Grund für die höhere Bootsgeschwindigkeit ist, dass die Segel eine günstigere Anströmung durch den scheinbaren Wind haben, als bei der Fahrt „platt vor dem Wind“, und dadurch der dynamische Auftrieb am Segel größer ist.
- Taktische Vorteile bei Regatten